# 緒方惟栄
緒方惟栄（おがた これよし、生没年不詳）は、平安時代末期、鎌倉時代初期の武将。豊後国大野郡緒方荘（現在の大分県豊後大野市緒方地区）を領した。通称は三郎。諱は惟義、惟能とも。大神惟基の子孫で、兄弟に惟長、惟隆、惟憲がいる。
『平家物語』に登場し、その出生は地元豪族の姫と蛇神の子孫であるという伝説がある。

## 生涯
宇佐神宮の荘園であった緒方荘の荘官であり、平家の平重盛と主従関係を結んだ。治承4年（1180年）の源頼朝挙兵後、養和元年（1181年）、臼杵氏・長野氏（ちょうのし）らと共に平家に反旗を翻し、豊後国の目代を追放した。この時、平家に叛いた九州武士の松浦党や菊池氏・阿蘇氏など広範囲に兵力を動員しているが、惟栄はその中心的勢力であった。寿永2年（1183年）に平家が都落ちした後、筑前国の原田種直・山鹿秀遠の軍事力によって勢力を回復すると、惟栄は豊後国の国司であった藤原頼輔・頼経父子から平家追討の院宣と国宣を受け、清原氏・日田氏などの力を借りて平家を大宰府から追い落とした。同年、荘園領主である宇佐神宮大宮司家の宇佐氏は平家方についていたためこれと対立、宇佐神宮の焼き討ちなどを行ったため、上野国沼田へ遠流の決定がされるが、平家討伐の功によって赦免され、源範頼の平家追討軍に船を提供し、葦屋浦の戦いで平家軍を打ち破った。
こうした緒方一族の寝返りによって源氏方の九州統治が進んだとされる。
また惟栄は、源義経が源頼朝に背反した際には義経に荷担し、都を落ちた義経と共に船で九州へ渡ろうとするが、嵐のために一行は離散、惟栄は捕らえられて上野国沼田へ流罪となる。このとき義経をかくまうために築城したのが岡城とされる。その後、惟栄は許されて豊後に戻り佐伯荘に住んだとも、途中病死したとも伝えられる。

## 記録物
- 平家物語の巻八で「恐ろしい者の子孫」として語られている。
- 明治40年（1907年）の大分県の調査によれば、緒方が平家追討に使用した軍旗が、健男霜凝日子神社（651年創建）の社宝として残っている。

## 画像集

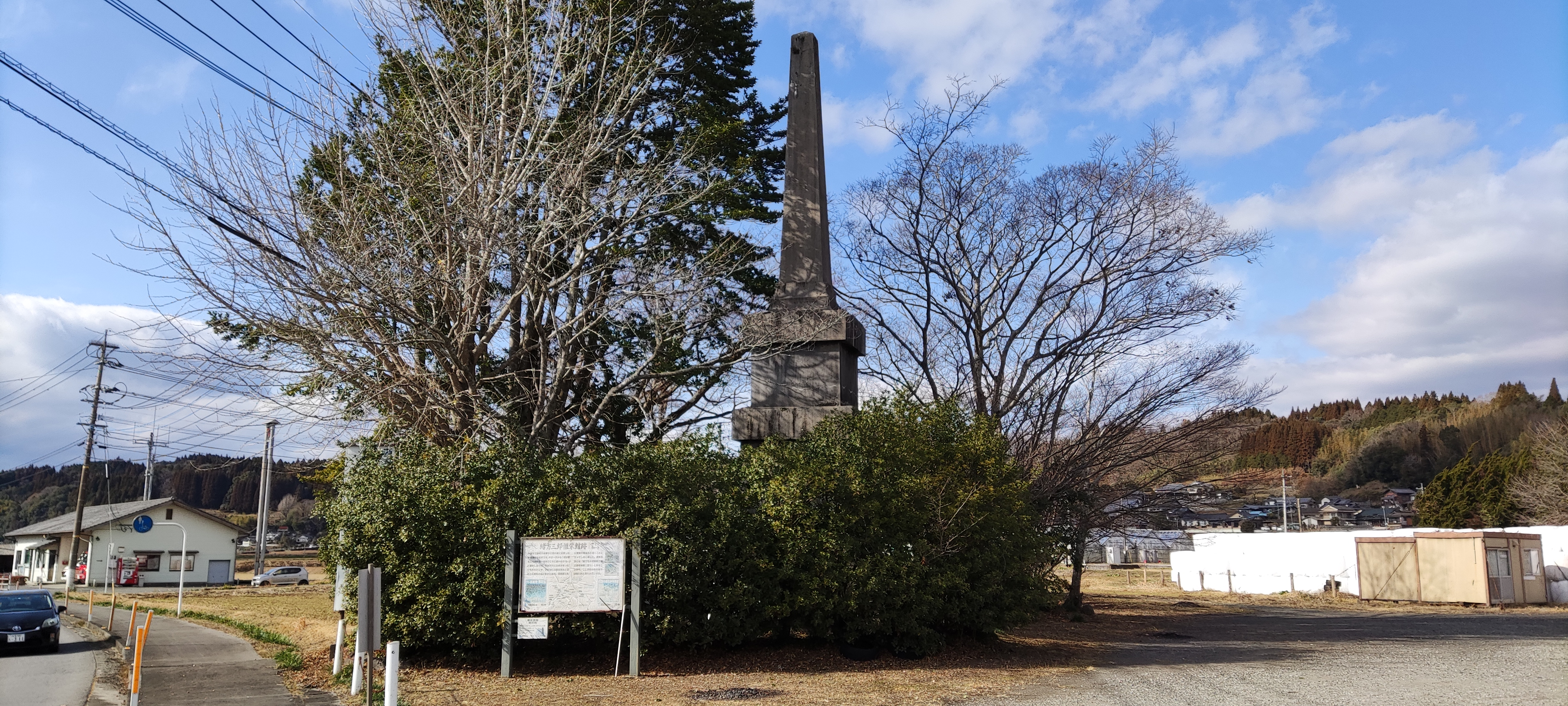
緒方三郎惟栄館跡全景（大分県豊後大野市緒方町上自在349下関駅から車で3時間半）
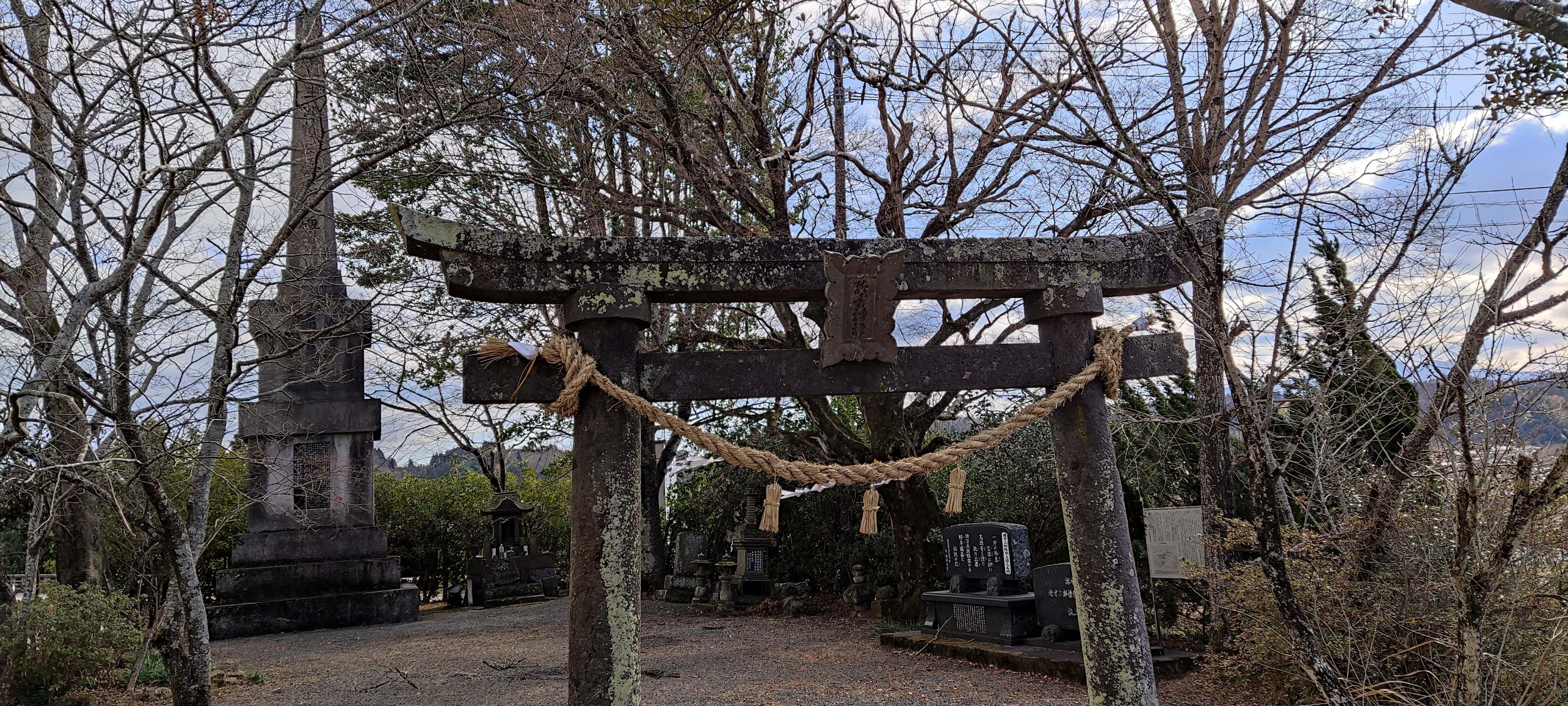
緒方三郎惟栄館跡内部（502号線の反対から鳥居・顕彰碑・宝篋印塔・祠・館址之碑）
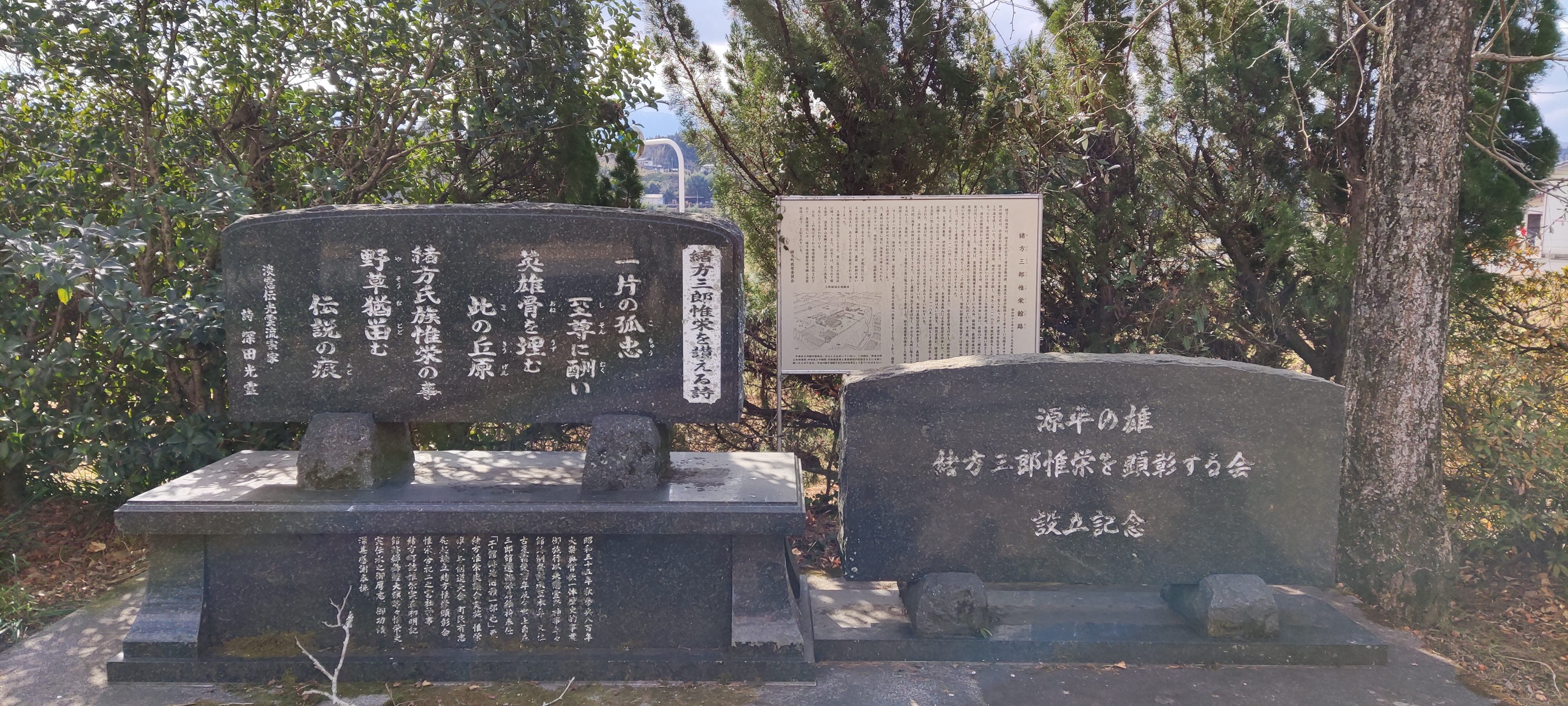
緒方三郎惟栄顕彰記念碑（伝承では最後は遠見郡山香郷で平家の祟りにより落馬して死んだと記述）
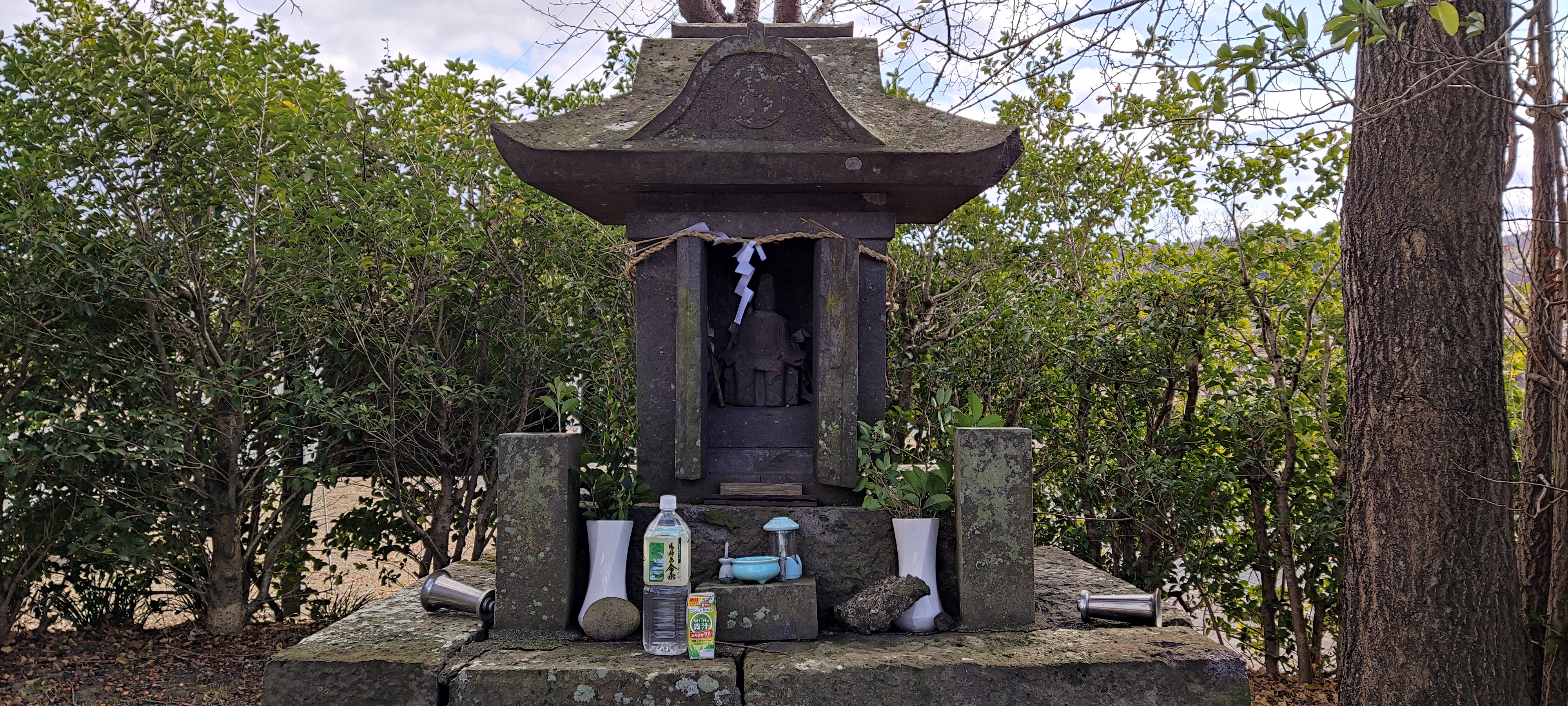
緒方三郎惟栄館跡祠（祠内の人物像が緒方惟栄公かどうかは説明記述なし）
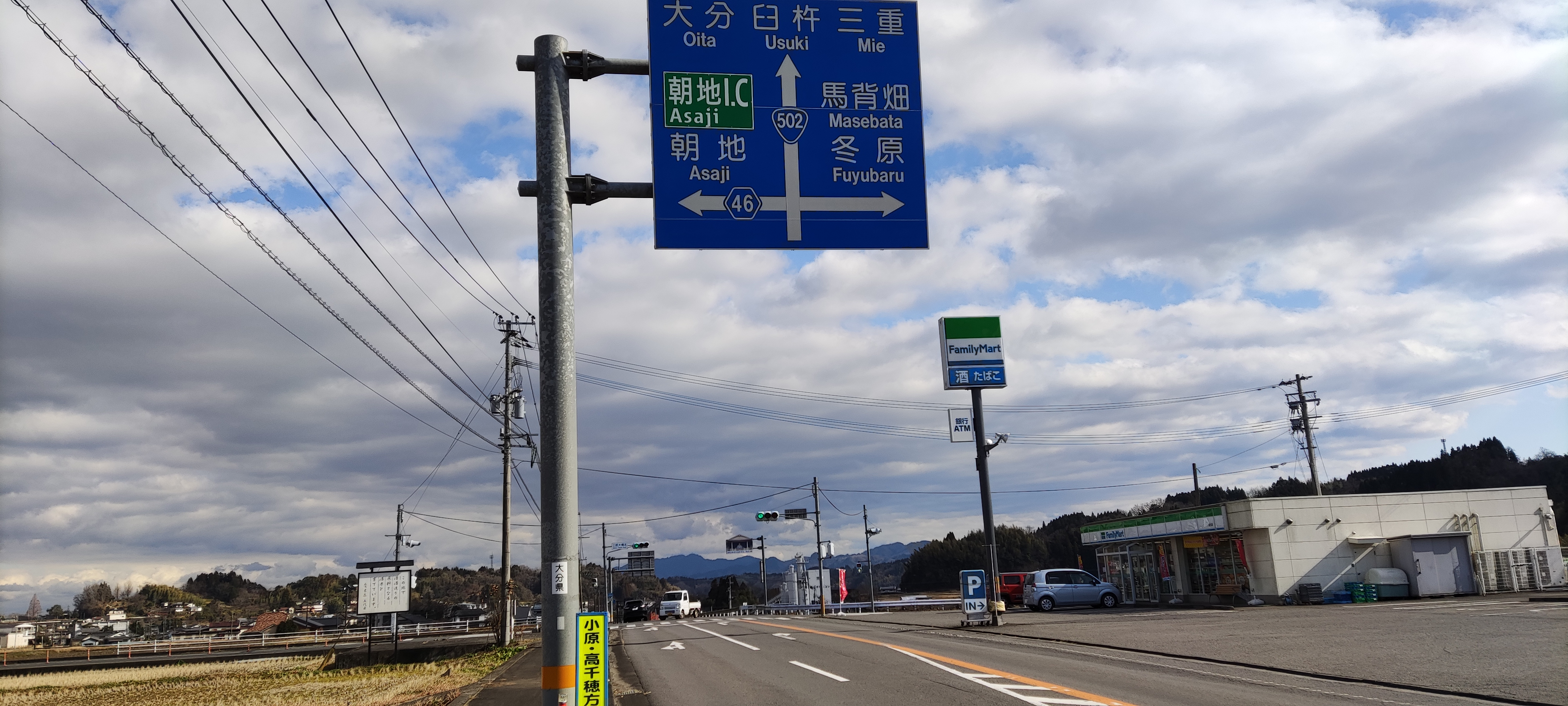
三郎大橋北交差点（九州高速道朝地IC降り交差点右折ファミマ先、更に4～5㎞岡城跡）